# Plochonos pestrý
Plochonos pestrý (Callanthias allporti) je paprskoploutvá ryba z čeledi plochonosovití (Callanthiidae).
Druh byl popsán roku 1876 ichtyologem Albertem Güntherem.

## Popis a výskyt
Maximální délka ryby je 30 cm.
Růžové tělo se žlutou bradou, krkem a spodní částí prsní ploutve. Duhově modré oči, nažloutlá ocasní ploutev. Někteří jedinci jsou zcela načervenalí či červenooranžoví.
Byla nalezena ve vodách východního Indického oceánu: jižní Austrálie, od západní Austrálie po Nový Jižní Wales, Nový Zéland. Obývá skalnaté útesy pobřežních vod.